# Knudsgilde
Knudsgildet var et dansk gilde i middelalderen. Det første knudsgilde blev oprettet af købmænd i Slesvig by i 1200-tallet. Gilderne havde navn efter kong Knud den Store. I Flensborg, Slesvig by og en række andre byer er gildet opkaldt efter grænsejarlen Knud Lavard, der som leder af det militære forsvar boede i byen Slesvig. Knud Lavard havde selv været
medlem af et slesvigsk gilde, Edslaget. Knudsgilderne havde stor politisk og økonomisk indflydelse. I Valdemarernes tid tog de stærkt opsving i Danmark.
I Flensborg havde knudsgildet et eget alter i byens Mariekirke. Gildets retsopfattelse indebar forpligtelsen til at yde gensidig hjælp. Medlemmerne var forpligtet til at være høflige og holde gode sæder i hævd.
Efter reformationen opløstes de fleste knudsgilder, men i Skåne og Sydslesvig findes disse broderskaber stadig. For Sydslesvigs vedkommende er der dog tale om nyoprettelser af gilderne i Slesvig by og Flensborg. Sct. Knudsgildet i Flensborg blev således (gen)oprettet i 1844 og viderefører traditionen fra det middelalderlige købmandsgilde af samme navn .